# Erwin Brandt

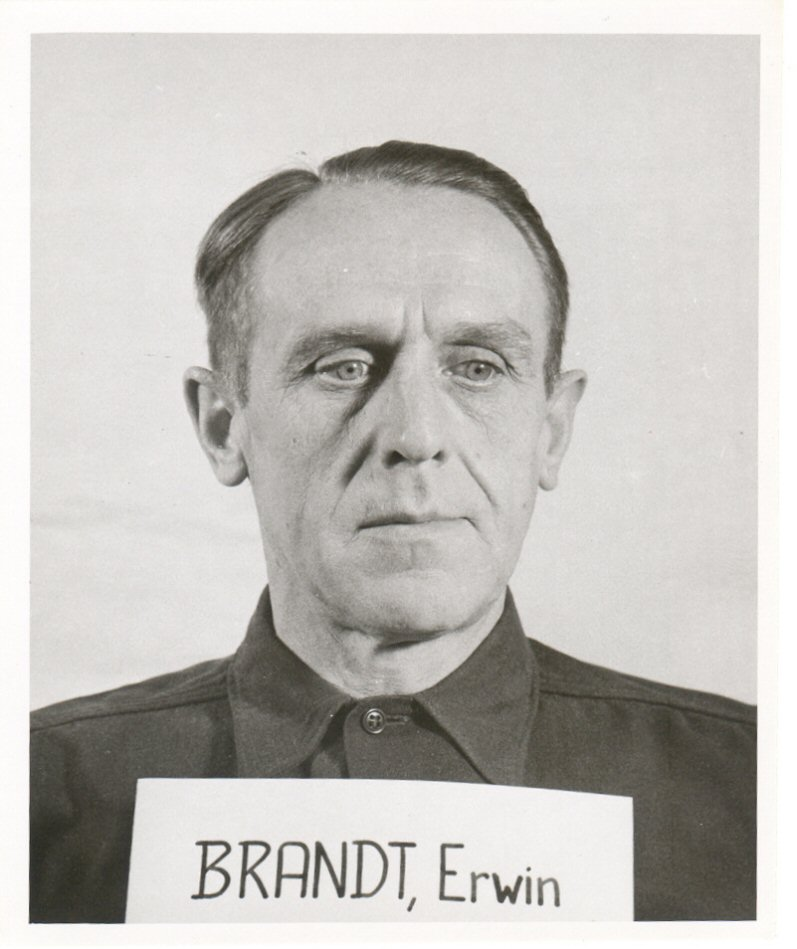
Erwin Brandt als Zeuge bei den Nürnberger Prozessen.

Erwin Ernst Otto Brandt (* 4. März 1899 in Göhren; † 1997) war ein deutscher Polizeibeamter und SS-Führer.

## Leben und Wirken
1917 trat Brandt in die Kaiserliche Armee ein; mit der er am Ersten Weltkrieg teilnahm. Nach dem Ende des Krieges wurde er Mitglied des Freikorps Lüttwitz, bevor er in den Polizeidienst übernommen wurde.
1933 wurde Brandt als Kriminalbeamter in die Geheime Staatspolizei übernommen, in der er überwiegend in der Bekämpfung des Kommunismus bzw. der kommunistischen Opposition zum Einsatz kam. Zum 30. November 1937 trat er der SS bei (SS-Nummer 290.449) und wurde zum 2. Juli 1938 zum Untersturmführer befördert. Nach der Gründung des Reichssicherheitshauptamtes (RSHA) im Oktober 1939 wurde er als Sachbearbeiter in dieses übernommen und der Abteilung IV A 1 zur Bearbeitung von Kommunistenangelegenheiten zugeteilt. Von Oktober 1938 bis Anfang 1940 war Brandt zeitweise bei der Staatspolizeistelle Koblenz tätig, um anschließend bis Kriegsende ins RSHA zurückzukehren. Zum 1. September 1940 erreichte er als SS-Hauptsturmführer seinen höchsten Rang in der SS. Im Sommer 1944 amtierte Brandt außerdem zusammen mit Fritz Cornely als Leiter des Sonderkommandos Sachsenhausen des RSHA.
Nach dem Krieg tauchte Brandt zunächst erfolgreich unter, um schließlich im Sommer 1946 verhaftet zu werden. In der Folgezeit nahm er als Zeuge an den Nürnberger Prozessen teil.
In einem eigenen Verfahren wurde Brandt beschuldigt, „umfangreiche Kenntnisse von der einsatzmäßigen Beteiligung der Gestapo und der SS an verbrecherischen Handlungen“ besessen zu haben. Er wurde zu einer Haftstrafe von drei Jahren verurteilt, die durch die seit dem 31. Juli 1946 erlittene Internierungshaft als verbüßt galt.
Am 3. Juli 1957 wurde Brandt in Zusammenhang mit seiner Vernehmertätigkeit in Sachsenhausen von der II. Großen Strafkammer des Landgerichts Düsseldorf wegen Aussageerpressung in Tateinheit mit gefährlicher Körperverletzung zu einer Strafe von einem Jahr Gefängnis und zwei Jahren Ehrverlust verurteilt. Ein Verfahren beim Kammergericht wegen des Verdachtes, Brandt habe sich an der „Sonderbehandlung von Kriegsgefangenen“ beteiligt, wurde eingestellt, da sich eine Mitwirkung Brandts nicht nachweisen ließ.